# Cerro del Cubilete
Cerro del Cubilete är en ort i Mexiko.   Den ligger i kommunen Santiago Tuxtla och delstaten Veracruz, i den sydöstra delen av landet, 400 km öster om huvudstaden Mexico City. Cerro del Cubilete ligger 71 meter över havet och antalet invånare är 131.
Terrängen runt Cerro del Cubilete är kuperad åt nordost, men åt sydväst är den platt. Terrängen runt Cerro del Cubilete sluttar västerut. Runt Cerro del Cubilete är det ganska tätbefolkat, med 70 invånare per kvadratkilometer. Närmaste större samhälle är San Andres Tuxtla, 18,7 km öster om Cerro del Cubilete. Omgivningarna runt Cerro del Cubilete är en mosaik av jordbruksmark och naturlig växtlighet.